# Vatersay Causeway
Koordinaten: 56° 56′ 49″ N, 7° 31′ 56″ W

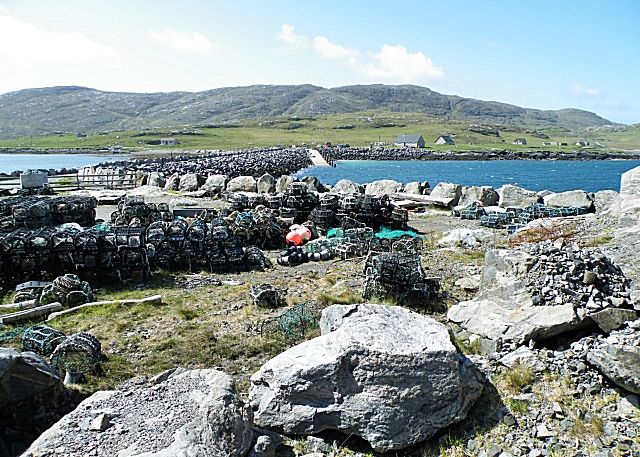
Der Vatersay Causeway von Barra aus gesehen

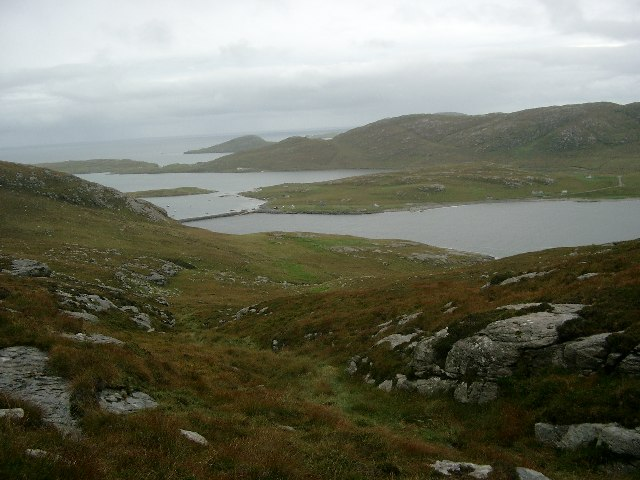
Der Vatersay Causeway von den Hängen des Ben Tangaval aus gesehen

Der Vatersay Causeway ist ein Straßendamm, der die Hebrideninseln Barra im Norden und Vatersay miteinander verbindet. Er überquert mit einer Länge von etwa 250 m den Vatersay-Sund und stellt die einzige Straßenverbindung zwischen beiden Inseln dar.
Der Bau des Damms, der im Jahr 1989 begonnen wurde, erforderte den Einsatz von 220.000 t Felsmaterials. Mitte des Jahres 1991 wurde er fertiggestellt, jedoch niemals offiziell eröffnet. Die Gesamtbaukosten betrugen 3,7 Millionen £. Die zum Damm führende Straße folgt meist der Küstenlinie und zweigt westlich von Castlebay von der A888 ab. Über den Damm ist sie einspurig geführt und besitzt keine Ausweichstellen. In der Zeit vor der Errichtung des Damms wickelte eine Fähre von Castlebay aus den Verkehr nach Vatersay ab. Für den Transport sperriger Güter mussten Boote angemietet werden.